# Bernhard van Hagen’sche Studienstiftung
Die Bernhard van Hagen’sche Studienstiftung wurde im Jahr 1617 von dem Landwirt Bernhard van Hagen gegründet. Sie gehört zu den ältesten Stiftungen am Niederrhein und hat heute ihren Sitz in Kalkar. Die Vorsitzende des Kuratoriums der Stiftung ist Britta Schulz, Bürgermeisterin von Kalkar.
Ziel ist die finanzielle Förderung von Studenten der römisch-katholischen Theologie des Bistums Münster mit dem Ziel der Übernahme eines Priesteramtes. Die Förderung wird für bis zu sieben Jahre gezahlt und erfolgt aus den wirtschaftlichen Erträgen des Stiftungsvermögens, das vorrangig aus Grundbesitz besteht.
Die Stiftung zählt aktuell rund 100 Mitglieder. Über die Aufnahme neuer Familienmitglieder beschließt die Familienversammlung. Der Rendant der Stiftung muss ein Blutsverwandter des Stifters sein.
Ebenfalls Blutsverwandter und in frühen Jahren von der Stiftung gefördert war Wilhelm Jacob van Bebber (1841–1909), der im Alter von 18 Jahren 100 Taler Förderung erhielt und sich später in der Wetterforschung weltweit einen Namen machte.